# كوتا ناتوري
كوتا ناتوري (باليابانية: 似鳥 康太) (مواليد 16 أبريل 1996)، هو لاعب كرة قدم سابق كان يلعب كحارس مرمى.

## وصلات خارجية
- كوتا ناتوري على موقع رابطة كرة القدم اليابانية للمحترفين (اليابانية)
- كوتا ناتوري على موقع قاعدة بيانات كرة القدم.إي يو (الإنجليزية)
- كوتا ناتوري على موقع Soccerway.com (الإنجليزية)
- كوتا ناتوري على موقع عالم كرة القدم.نت (الإنجليزية)